# Petr Pižanowski
Petr Pižanowski (* 13. April 1974 in Olmütz) ist ein tschechischer Fußballspieler auf der Position eines Torwarts.

## Karriere
Petr Pižanowski begann mit dem Fußballspielen bei SK Chválkovice, mit zwölf Jahren wechselte er zu Sigma Olmütz. Bis zur siebten Schulklasse hatte er auch erfolgreich Handball gespielt. In der Spielzeit 1993/94 absolvierte er seinen Wehrdienst bei SKP Znojmo und kehrte anschließend nach Olmütz zurück.
Er kam in der Saison 1994/95 auf zwei Einsätze, im folgenden Spieljahr wurde er nicht eingesetzt, da Martin Vaniak die unangefochtene Nummer eins war. 1996/97 verdrängte er nach der Winterpause Vaniak, musste aber im Sommer Neuzugang Jindřich Skácel den Vortritt lassen, nur um in der Rückrunde wieder den Stammplatz im Tor einzunehmen. 1998/99 führte er einen Zweikampf mit Skácel und kam wie sein Konkurrent auf insgesamt 16 Spiele.
In der Saison 1999/2000 wurde Pižanowski an den FK Jablonec 97 ausgeliehen. In der Vorrunde war er die Nummer eins, im Frühjahr 2000 saß er aber auf der Ersatzbank. Im Anschluss wechselte er zum FK Viktoria Žižkov. In Prag war Pižanowski zum ersten Mal in seiner Karriere über Jahre der Stammkeeper, er bestritt insgesamt 119 Erstligaspiele für Viktoria Žižkov.
Seinen auslaufenden Vertrag verlängerte er nicht und wechselte stattdessen Anfang 2005 zum griechischen Erstligisten Skoda Xanthi. Dort war er anderthalb Spielzeiten eine Stütze der Mannschaft, ehe er im Herbst 2006 vom polnischen Torhüter Arkadiusz Malarz verdrängt wurde. Ende Januar 2007 verpflichtete Skoda Xanthi zudem den Österreicher Michael Gspurning, wodurch Pižanowskis Position weiter geschwächt wurde.
Daraufhin kehrte Pižanowski nach Tschechien zurück und lief im Frühjahr 2007 für den Viertligisten Viktorie Jirny auf. Im Juni 2007 unterschrieb er einen Vertrag für anderthalb Jahre beim FK Mladá Boleslav. Im Juli 2009 wechselte der Torhüter zu FK Bohemians Prag.